# Aksu, Taraklı
Aksu là một xã thuộc huyện Taraklı, tỉnh Sakarya, Thổ Nhĩ Kỳ. Dân số thời điểm năm 2008 là 195 người.